# Тьеррас-Альтас (Сория)
Тье́ррас-А́льтас (исп. Tierras Altas, «верхние земли, возвышенности»)  — район (комарка) в Испании, входит в провинцию Сория в составе автономного сообщества Кастилия и Леон.

## Муниципалитеты
1. Альдеалисес
2. Альмахано
3. Альмарса
4. Аревало-де-ла-Сьерра
5. Аусехо-де-ла-Сьерра
6. Карраскоса-де-ла-Сьерра
7. Кастильфрио-де-ла-Сьерра
8. Кастильруйс
9. Сербон
10. Сигудоса
11. Эль-Ройо
12. Эстепа-де-Сан-Хуан
13. Фуэнтес-де-Маганья
14. Фуэнтеструн
15. Ла-Поведа-де-Сория
16. Лас-Альдеуэлас
17. Маганья
18. Онкала
19. Ребольяр
20. Рольямьента
21. Сан-Фелисес
22. Сан-Педро-Манрике
23. Санта-Крус-де-Янгвас
24. Сотильо-дель-Ринкон
25. Суэльякабрас
26. Треваго
27. Вальдеавельяно-де-Тера
28. Вальдехения
29. Вальделагва-дель-Серро
30. Вальдепрадо
31. Вальтахерос
32. Вильяр-дель-Ала
33. Вильяр-дель-Рио
34. Висманос
35. Янгвас